# Pilar (Sorsogon)
Pour les articles homonymes, voir Pilar.
Pilar est une localité de la province de Sorsogon, aux Philippines. En 2015, elle compte 74 564 habitants.